# Sven Häberle

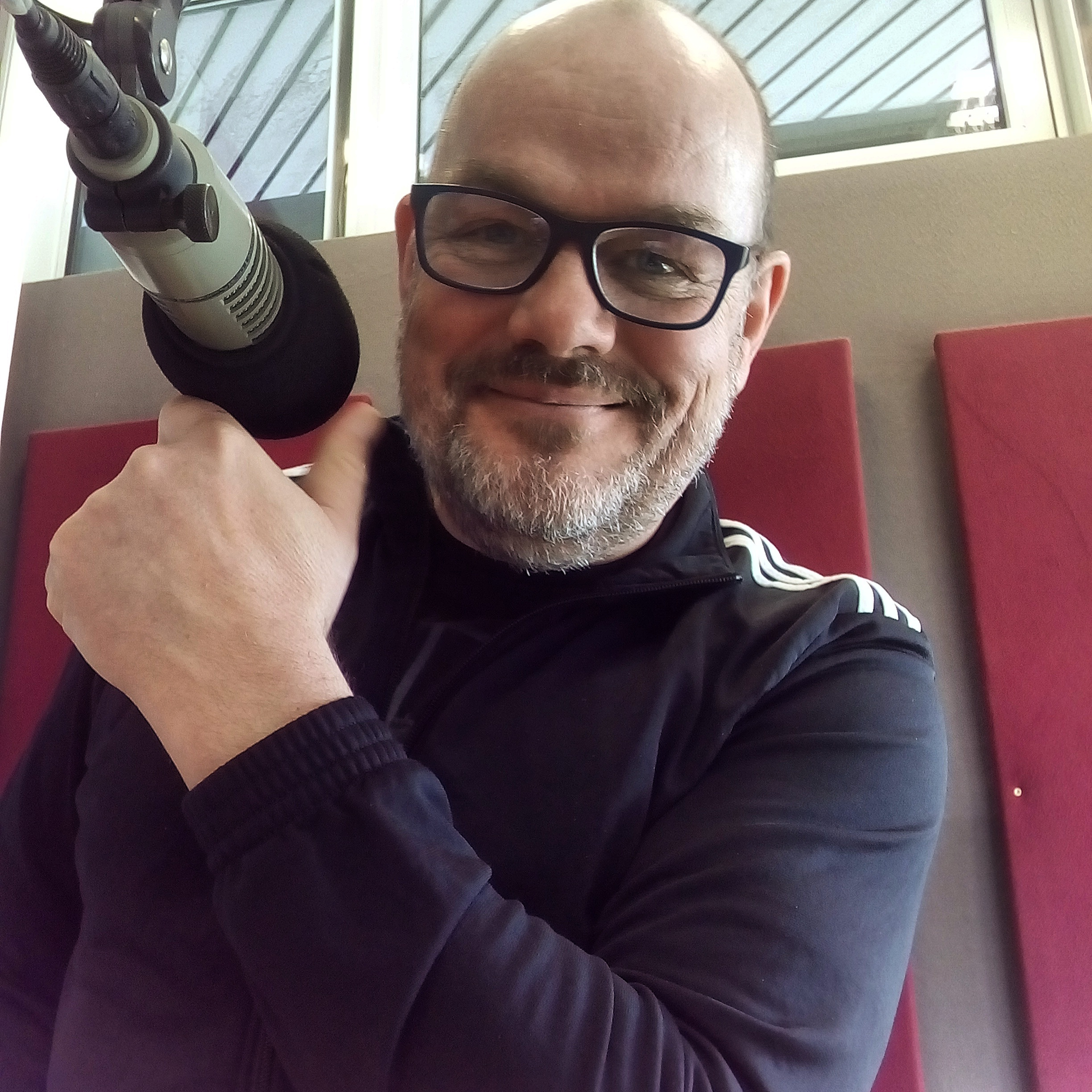
Sven Häberle am Arbeitsplatz

Sven Häberle (* 18. April 1966 in Reutlingen) ist ein deutscher Hörfunkmoderator, -sprecher und -redakteur.

## Karriere
Häberle war vom 1. Oktober 2011 bis Oktober 2013 Programmchef und Morgenmoderator bei Megaradio Bayern, einem bayernweiten, digitalen Radiosender. Ab Ende des Jahres 2018 arbeitete er bei „Klassik Radio“ in Augsburg als Moderator und Redakteur.

## Sprechertätigkeiten
Häberle arbeitete als Sprecher der wöchentlichen Sportkolumne „Der Flügelflitzer“ auf der Onlinepräsenz von Süddeutsche Zeitung (SZ) seit Februar 2010.

## Weitere berufliche Aktivitäten
1998 gründete Häberle „Das Syndikat“, ein Hörfunkdienstleistungsunternehmen, das mit „Bits & Bytes- die Computershow im Radio“ und „16 zu 9 – die Movieshow im Radio“ zwei Hörfunksyndications produziert.
Seit dem Jahr 2011 tritt er auch zunehmend als Maler in Erscheinung. Zur Vernissage seiner Acrylgemälde wurde bereits in ersten TV-Berichten auf „Augsburg TV“ berichtet.